# Salem al-Hazmi
Salem al-Hazmi (in arabo سالم الحازمي‎?, Sālam al-Ḥāzmī; La Mecca, 2 febbraio 1981 – Arlington, 11 settembre 2001) è stato un terrorista saudita.
Ha preso parte agli attentati dell'11 settembre 2001, imbarcandosi sul volo AA77, schiantatosi contro il Pentagono. Anche il fratello maggiore Nawaf al-Hazmi ha fatto parte dello stesso volo come dirottatore. Classe 1981, fu il più giovane dei 19 terroristi entrati in azione l'11 settembre, a soli 20 anni d'età.